# 미국 자동차 클럽
미국 자동차 클럽(United States Automobile Club)은 미국의 자동차 경주 총괄 조직이다. 내셔널 챔피언십을 허용하고 이 시리즈는 1956년부터 1979에 걸쳐 개최되었다. 1956년부터 1997년에 걸쳐 인디 500을 허용했다.